# 원균 사당
원균 사당은 경기도 평택시 도일동에 있다. 1991년 7월 11일 평택시의 향토문화재 제6호로 지정되었다.

## 개요
원릉군 사우는 조선 선조 때의 장군인 원릉군 원균을 모신 사당으로 도일동 하리에 위치한다.